# Маркович, Бобан
Бо́бан Ма́ркович (серб. Бобан Марковић; род. 6 мая 1964, Владичин-Хан) — сербский трубач цыганского происхождения, лидер духового оркестра из Владичин-Хана.

## Оркестр Бобана Марковича
Оркестр Бобана Марковича — это балканский духовой оркестр из Владичин-Хана, Южная Сербия. Оркестр завоевал несколько престижных наград («Золотая труба», «Первая труба» и «Лучший оркестр») на «Фестивале трубачей в Гуче», который проводится каждый август в центральной Сербии, начиная с 1961 года.
Оркестр Бобана Марковича получил приз «Лучший оркестр» на 40-м «Саборе» в Гуче, в августе 2000 года, приз «Лучший концерт 2000» за концерт с Феликсом Лайко. В Гуче, на «Драгачевском саборе 2001», Бобан Маркович получил приз «Первая труба».
Композиции оркестра Бобана Марковича попали в альбом «Unblocked (Music from the Восточной Европы»), сборник на Ellipsis Arts в США. Оркестр представлен на двух треках в «Srbija: Sounds Global», серии сборников, выпущенных в 2000 году радио B92, и на заглавном треке «Srbija: Sounds Global 2», выпущенного в ноябре 2002 года B92.
Оркестр исполнял музыку для одного из фильмов Эмира Кустурицы: «Андерграунд», а также других балканских фильмов. Музыканты оркестра являются главными героями документального фильма «Competition» и играют в фильме «Буча в Гуче», фильме режиссера Душана Милича о сербском фестивале трубачей. Сын Бобана Марковича — Марко Маркович сыграл в фильме одну из главных ролей — Ромео.
Оркестр регулярно выступает на фестивалях и концертах в Португалии, Греции, Швейцарии, Бельгии, США, Канаде, Румынии, Нидерландах, Венгрии, Великобритании, Швеции, Финляндии, России, Польше, Италии, Австрии, Монако, Германии, Франции, Дании, Израиле, Испании, Словении, Словакии, Хорватии, Чехии, Турции и на многих свадебных торжествах.
В 2000 году на фестивале Сигет в Венгрии оркестр выступал перед 15-тысячной аудиторией. Network Records выпустила двойной CD «Golden Brass Summit» — Антология 40 лет в Гуче, на котором оркестр Бобана Марковича открывает альбом с четырьмя треками.
С октября 1999 года они также выступают с молодым скрипачом Лайко Феликсом по программе, аранжированной Лайко Феликсом и Бобаном Марковичем. В последнее время оркестр расширил сотрудничество с австрийским дуэтом Attwenger и с Klezmer Brass All Stars Ди Шикере Капелье Фрэнка Лондона.

## Марко

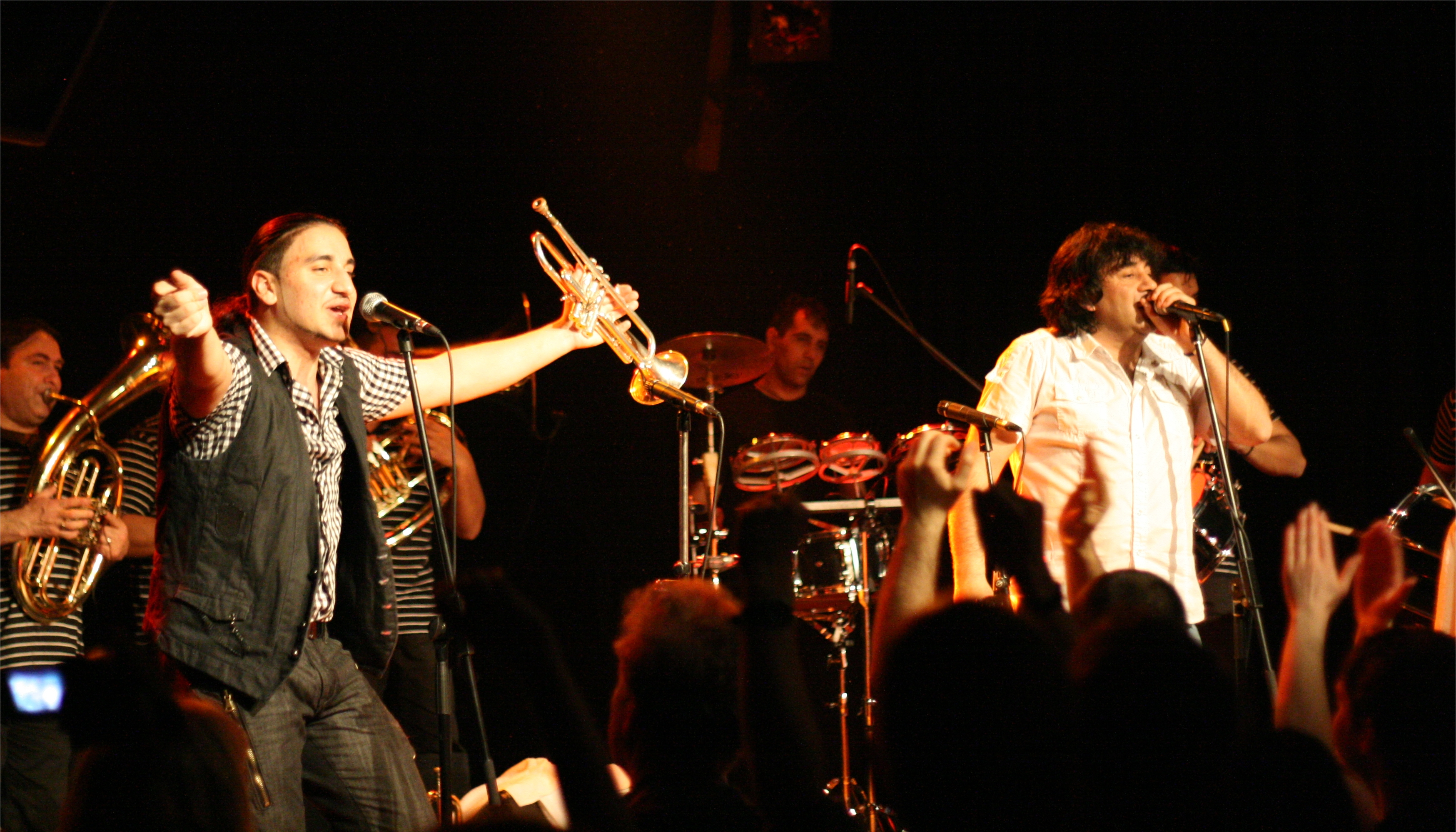
Марко и Бобан Маркович

Сын Бобана Марковича, Марко, играет с оркестром с 2002 года. За два года, которые он провел в турне с оркестром, 17-летний Марко стал главным солистом и аранжировщиком оркестра. Оба, Бобан и Марко, представлены в фильме «Usti Opre», документальном фильме с другими известными цыганскими музыкантами, а также в фильме «Буча в Гуче». Премьера фильма «Usti Opre» состоялась на фестивале в августе 2005 года.

## Дискография
- «Hani Rumba» (1997) (ITMM)
- «Zlatna Truba» (1998) («Золотая труба») (PGP-RTS)
- «Srce Cigansko» (2000) («Цыганское сердце») (X Produkcio)
- «Millennium» (2000) (X Produkcio)
- «Bistra Reka» (2002) (X Produkcio)
- «Live in Belgrade» (2002) (Piranha Musik)
- «Boban i Marko» (2003) (Piranha Musik)
- «The Promise (Balkan Mix)» (2006) (Piranha Musik)
- «The Promise (International Mix)» (2006) (Piranha Musik)
- «Go Marko Go! Brass Madness» (2007) (Piranha Musik)
- «Devla» (2009) (B92)
- «Balkan Brass Battle» (2011) совместно с Fanfare Ciocărlia (Asphalt Tango Records)
- «Golden Horns: The Best of Boban i Marko Marković Orkestar» (2012) (Piranha Musik)
- «Gipsy Manifesto» (2013) (Piranha Musik)